# راینر برودرله
راینر برودرله (انگلیسی: Rainer Brüderle؛ زادهٔ ۲۲ ژوئن ۱۹۴۵) یک سیاست‌مدار اهل آلمان است.